# Cethegus robustus
Espèce
Cethegus robustus est une espèce d'araignées mygalomorphes de la famille des Euagridae.

## Distribution
Cette espèce est endémique du Queensland en Australie. Elle se rencontre vers Chillagoe, Wolfram, Herberton et Rosella Plains.

## Description
La carapace de la femelle holotype mesure 9,85 mm de long sur 7,85 mm et l'abdomen 11,10 mm de long sur 9,15 mm.

## Publication originale
- Raven, 1984 : Systematics of the Australian curtain-web spiders (Ischnothelinae: Dipluridae: Chelicerata). Australian Journal of Zoology Supplementary Series, no 93, p. 1-102.